# El pecado más lindo del mundo
 El pecado más lindo del mundo  es una película en blanco y negro de Argentina dirigida por Don Napy sobre su propio guion escrito en colaboración con Antonio Corma sobre un argumento del propio Napy que se estrenó el 2 de diciembre de 1953 y que tuvo como protagonistas a Walter Reyna, Doris Beltrán y Domingo Mania.

## Sinopsis
La dirección equivocada en un aviso pidiendo dactilógrafa hará imposible la vida de un dibujante.

## Reparto
- Walter Reyna
- Doris Beltrán
- Domingo Mania
- Elvira Moreno
- Mariano Vidal Molina
- Beatriz Bonnet
- Diana Montes
- Victoria Torres
- Fernando Ternoud

## Comentarios
Noticias Gráficas dijo:

”Poco ingenio y menos gracia, sin un propósito definido, sin un diseño psicológico certero, sin un chiste de real originalidad.”

Por su parte Manrupe y Portela escriben:

”Rareza filmada en un solo escenario, por un director experimentado con uno de sus actores fetiche en su único protagonista.”